# 百円硬貨 (松本清張)
『百円硬貨』（ひゃくえんこうか）は、松本清張の短編小説。『清張短篇新集』第6話として『小説新潮』1978年7月号に掲載され、1979年12月に短編集『隠花の飾り』収録の1作として、新潮社より刊行された。
1981年・1986年にテレビドラマ化されている。

## あらすじ
銀行員の村川伴子は、自動車セールスマンの細田竜二と恋愛関係になった。竜二ははじめから妻と娘がいることを伴子に打ち明け、伴子と結婚したいと言った。しかし竜二の妻は頑として夫との離婚に応じなかった。娘を連れて鳥取県の実家に帰った竜二の妻は、慰謝料と娘の養育費に、一時金で三千万円を出すよう要求してきた。伴子はすでに32歳になっており、結婚のチャンスを逃したくなかった。伴子は竜二に、自分が貸付でお金を調達すると宣言する。伴子は見計らって銀行から三千万円の現金を持ち出した。
伴子のトランクには持ち出した百万円の札束が33個詰まっていた。列車で鳥取県に向かう途中、財布の中の小銭がなくなったのに気づく。現地に到着したら小さな金にくずそうと伴子は思った。が…。

## テレビドラマ

### 1981年版
「松本清張の百円硬貨」。1981年8月10日、テレビ朝日系列にて「傑作推理劇場」（22:30-23:24）の1作として放映。視聴率13.2％（ビデオリサーチ調べ、関東地区）。
キャスト
- 村川伴子：いしだあゆみ
- 細田龍二：川地民夫
- 上村香子
- 高橋由華

スタッフ
- 脚本：橋本綾
- 監督：野田幸男
- 制作：東映、テレビ朝日

| テレビ朝日系列 傑作推理劇場 | テレビ朝日系列 傑作推理劇場      | テレビ朝日系列 傑作推理劇場    |
| 前番組                      | 番組名                           | 次番組                         |
| --------------------------- | -------------------------------- | ------------------------------ |
| -                           | 松本清張の百円硬貨 （1981.8.10） | 森村誠一の雪の蛍 （1981.8.11） |

### 1986年版
1986年6月30日、関西テレビ制作・フジテレビ系列(FNS)の「松本清張サスペンス 隠花の飾り」（22:00-22:54）の1作として放映。視聴率18.1％（ビデオリサーチ調べ、関東地区）。
キャスト
- 池上季実子
- 奥田瑛二
- 沢井桂子
- 白都真理
- 福田豊土
- 北村総一朗
- 弓恵子
- 宗方勝巳
- 唐沢民賢

スタッフ
- 脚本：宮川一郎
- 監督：小澤啓一
- 制作：関西テレビ、松竹、霧企画

| 関西テレビ制作・フジテレビ系列 松本清張サスペンス・隠花の飾り | 関西テレビ制作・フジテレビ系列 松本清張サスペンス・隠花の飾り | 関西テレビ制作・フジテレビ系列 松本清張サスペンス・隠花の飾り |
| 前番組                                                        | 番組名                                                        | 次番組                                                        |
| ------------------------------------------------------------- | ------------------------------------------------------------- | ------------------------------------------------------------- |
| 再春 （1986.6.23）                                            | 百円硬貨 （1986.6.30）                                        | -                                                             |